# Метеор (стадион, Днепр)
«Метеор» — мультиспортивный стадион (спорткомплекс) в городе Днепре. Ранее являлся домашней ареной прекратившего существование футбольного клуба «Днепр». Домашняя арена прекратившей существование команды «Днепр-75». В спорткомплексе при собственно стадионе расположен Дворец водных видов спорта «Метеор», который принимал, в частности, соревнования по прыжкам в воду на X летней спартакиаде народов СССР.

## История
Стадион «Метеор» был сдан в эксплуатацию 30 августа 1966 года. Главный архитектор, Худяков Юрий Фёдорович. До 2008 года стадион был домашней ареной днепропетровского «Днепра». Именно на «Метеоре» команда дважды выигрывала звание чемпиона СССР и в сумме провела 3 матча в Кубке чемпионов. С 2008 года на «Днепр» переехал на новый стадион «Днепр-Арена», а на старом матчи стал проводить «Днепр-2». Также несколько лет на «Метеоре» матчи проводила команда «Днепр-75».
8 октября 2005 года стадион принял отборочный матч чемпионата мира 2006 между сборными Украины и Албании.
С осени 2014 по лето 2015 — временная домашняя арена мариупольского «Ильичёвца» (в связи с вооружённым конфликтом на востоке Украины). В период с сезона 2015/16 по начало сезона 2017/18 на стадионе играла домашние матчи «Сталь», в связи с реконструкцией стадиона «Металлург» в Каменском. Осенью 2017 «Сталь» сменила «Метеор» на «Оболонь-Арену» в Киеве. С 2020 года на арене проводит домашние матчи клуб «ВПК-Агро»

## Матчи национальной сборной Украины
| Дата           | Турнир   | Хозяева | Счет | Гости   | Голы                                                            |
| -------------- | -------- | ------- | ---- | ------- | --------------------------------------------------------------- |
| 8 октября 2005 | КЧМ-2006 | Украина | 2:2  | Албания | 1:0 Шевченко 45' 1:1 Богдани 75' 1:2 Богдани 83' 2:2 Ротань 86' |